# Giarrettiere rosse
Giarrettiere rosse  (Red Garters) è un film del 1954 diretto da George Marshall.